# Бабанова Марія Іванівна
Марі́я Іва́нівна Баба́нова (29 жовтня (11 листопада) 1900 , Москва  — 20 березня 1983 або 4 квітня 1983 , Москва ) — російська радянська акторка. Народна артистка СРСР (1954).

## Життєпис
В 1920—1927 працювала в Театрі РРФСР 1-му під керівництвом В. Е. Меєрхольда. Одночасно брала участь у виставах Московського театру революції. З 1927 — акторка цього театру (тепер — Московський театр драми імені Маяковського).
Найкращі ролі Бабанової: Гога («Людина з портфелем» Файка), Таня («Таня» Арбузова), Діана («Собака на сіні» Лопе де Вега).
Сталінська премія, 1941.